# Schoenoplectus heptangularis
Schoenoplectus heptangularis är en halvgräsart som beskrevs av Cabezas och Jim.Mejías. Schoenoplectus heptangularis ingår i släktet sävsläktet, och familjen halvgräs. Inga underarter finns listade i Catalogue of Life.